# Црква Св. Богородице у Боранцима
Црква Св. Богородице у Боранцима налази се у oпштини Брус. Уписана је у листу заштићених споменика културе Републике Србије. 

## О селима и значају цркве
Богородица се сматра Заштитницом жена и породиља сматра се управо Богородица и бројна и разноврсна су народна веровања у моћ икона са њеним ликом. 
Обичај  да се после службе у цркви, свечано одевене и окићене цвећем, окупе све младе које су се те јесени удале. У неким селима жене које немају децу, одлазе у манастире и цркве, где се моле како би добиле пород.
И сточари је славе како би им заштитила стоку од звери. 
На Ваведење предању ведро време најављује добру летину.
Старији кажу да ако на Ваведење ако дува јак ветар - неродна пада киша - биће родна година. Ако буде хладно и са снегом, следећа година била би блага и топла.
Ваведење пада у време великог Божићног поста.